# Milionia optabilis
Milionia optabilis là một loài bướm đêm trong họ Geometridae.